# خانواده آدامز (فیلم ۲۰۱۹)
خانواده آدامز (انگلیسی: The Addams Family) یک فیلم پویانمایی سه‌بعدی در ژانر کمدی ترسناک به کارگردانی کنراد ورنن و گرگ تیرنن است که از سوی یونایتد آرتیستس در ۱۱ اکتبر ۲۰۱۹ منتشر شد.
دنباله این فیلم با عنوان خانواده آدامز ۲ در ۱ اکتبر ۲۰۲۱ اکران شد.

## بازیگران
- اسکار آیزاک
- شارلیز ترون
- کلویی گریس مورتس
- فین ولفهارد
- نیک کرول
- بت میدلر
- الیسون جنی